# Mazang
Mazang (persiska: مزنگ) är en ort i Iran.   Den ligger i provinsen Khorasan, i den nordöstra delen av landet, 700 km öster om huvudstaden Teheran. Mazang ligger 1 151 meter över havet och antalet invånare är 148.
Terrängen runt Mazang är platt.Runt Mazang är det ganska glesbefolkat, med 35 invånare per kvadratkilometer. Närmaste större samhälle är Chenārān, 7,9 km sydost om Mazang. Trakten runt Mazang består till största delen av jordbruksmark.